# Instituto Nacional de Audiovisual e Cinema
Das Instituto Nacional de Audiovisual e Cinema (Portugiesisch für: „Nationales Institut für Audiovisuelles und Kino“, INAC) ist das staatliche Filminstitut Mosambiks koordiniert die offiziellen Initiativen für das Mosambikanische Filmgeschehen. Es wurde 2000 als Nachfolgerin des zwischen 1976 und 1991 bestehenden Instituto Nacional de Cinema (INC) gegründet. Das INAC hat seinen Sitz in der Hausnummer 960 der Avenida Agostinho Neto in der Hauptstadt Maputo, Direktor ist Djalma Lourenço (Stand 2017).

## Aufgaben
Die Aufgabe des INAC ist die Archivierung und der Erhalt von in Mosambik gedrehten Filmen und die Entwicklung der Filmwirtschaft im Land. Es koordiniert dazu die offiziellen Initiativen im Mosambikanischen Filmgeschehen, insbesondere die Archivierung und Restauration mosambikanischer Filme, die Förderung von Forschung und Lehre, die Filmförderung, und andere Institutionen und Filmaktivitäten im Land.
In seinen Einrichtungen zeigt das INAC auch selbst Filme, zu thematischen Filmzyklen wie dem Zyklus des mosambikanischen Kurzfilms (KUGOMA), die Festa do Cinema Português (portugiesische Filme), die durch mehrere Städte im Land geht, die 2014 zum zweiten Mal ausgerichtete Woche des Afrikanischen Films (2a Semana do Cinema Africano de Maputo), oder der Zyklus zu Filmen der Gemeinschaft der Portugiesischsprachigen Länder (Ciclo de Cinema da CPLP), in Eigenregie oder im Rahmen von anderen Initiativen.